# Paul Becquerel
Pour les articles homonymes, voir Becquerel (homonymie) et Famille Becquerel.

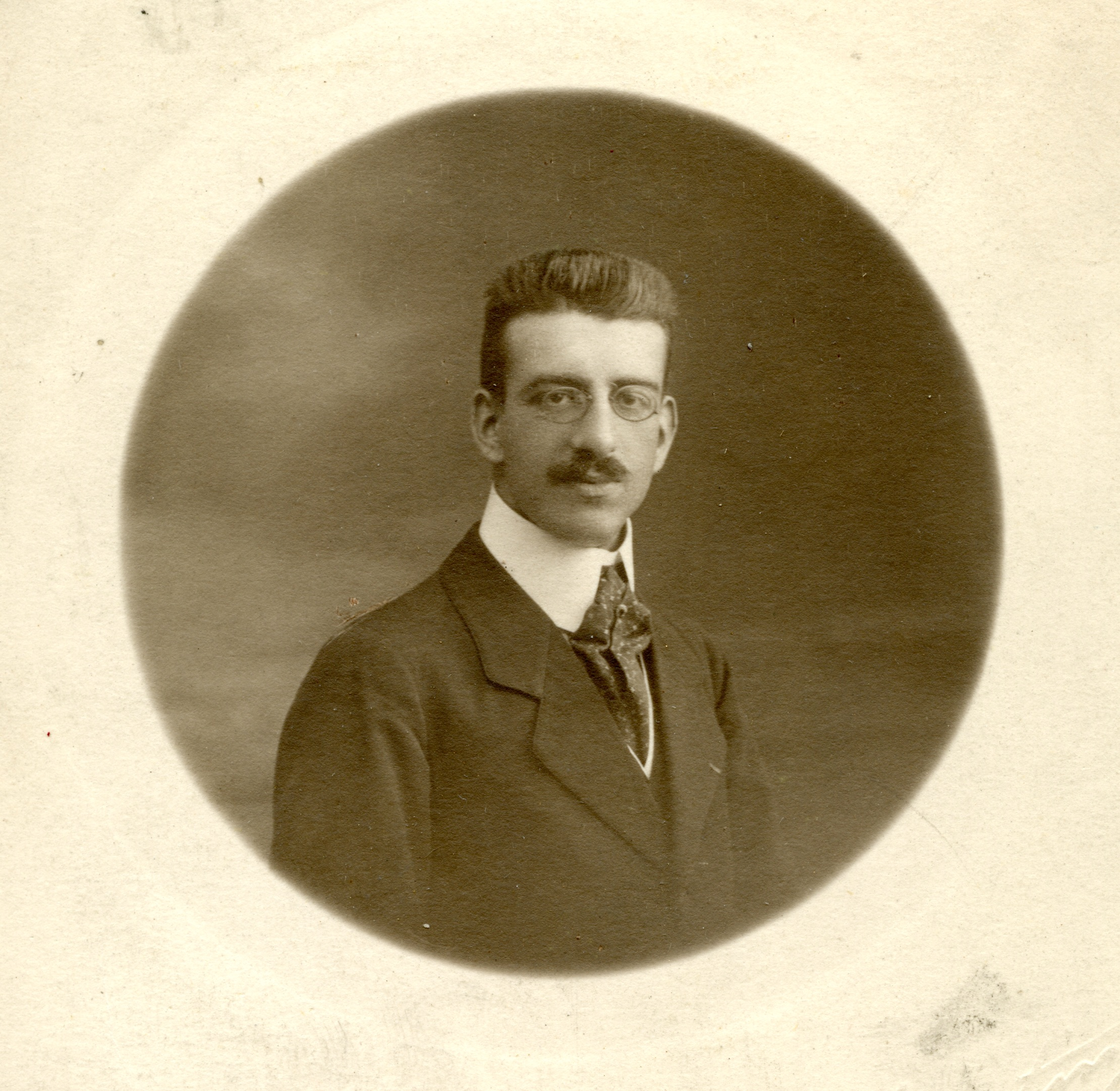
Paul Becquerel

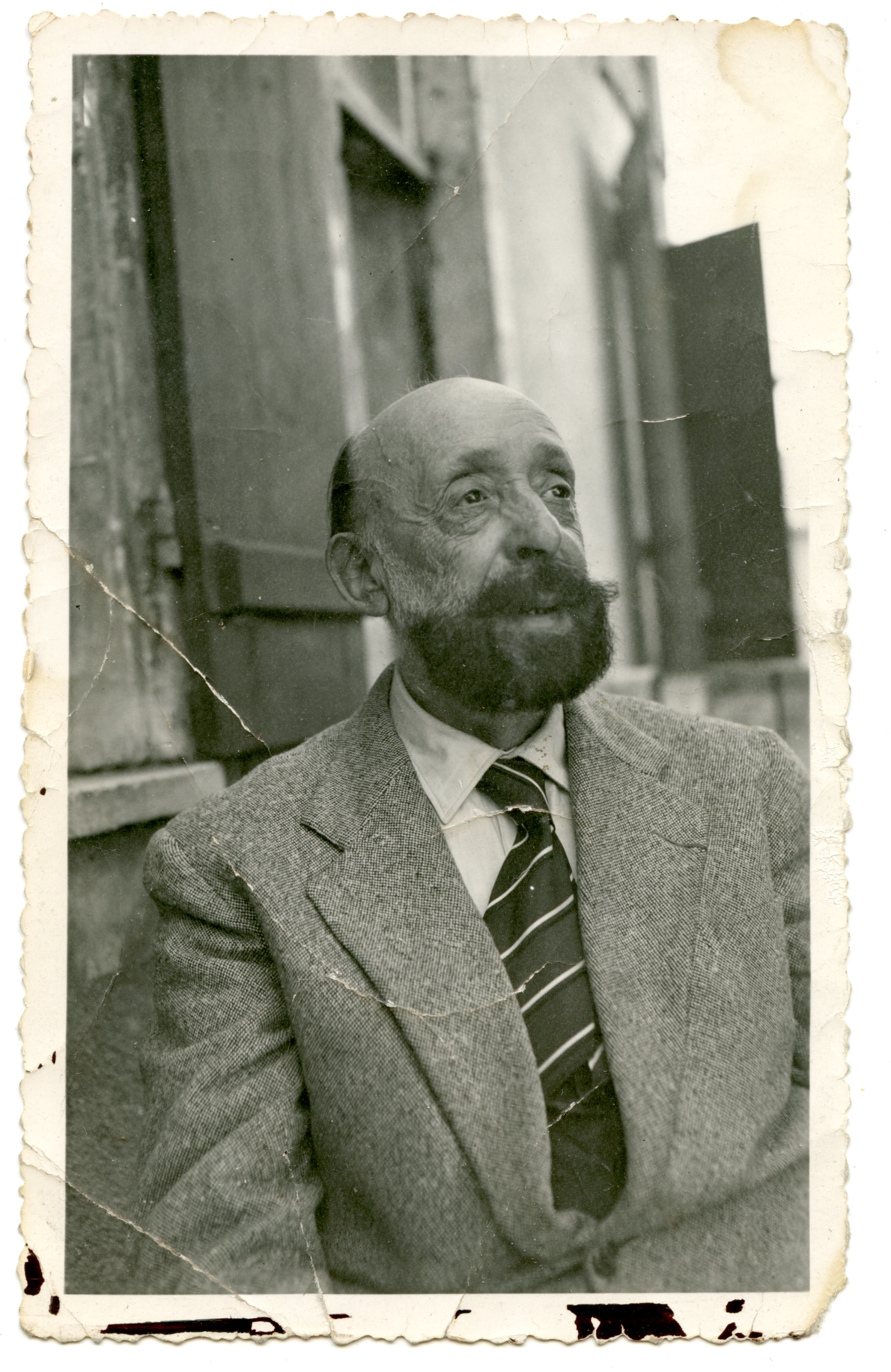
Paul Becquerel

Paul Becquerel est un biologiste français, né le 14 avril 1879 à Paris et mort le 22 juin 1955 à Évian (Haute-Savoie). Il était physiologiste et spécialiste des végétaux.

## Biographie
Paul Becquerel était le fils de l'agriculteur André Paul Becquerel (1856-1904) et le neveu du physicien Henri Becquerel (1852-1908), découvreur de la radioactivité naturelle. Son grand-père était le physicien Edmond Becquerel (1820-1891), découvreur de l'effet photovoltaïque. 
Après des études à la Faculté des sciences de Paris et une thèse de doctorat en biologie soutenue en 1907, Paul a été professeur de botanique à la Faculté des sciences de Poitiers, puis directeur de la station de biologie végétale de la Faculté des sciences de Poitiers. Il était membre correspondant de l'Institut de France pour la section de botanique. 
Ses principaux travaux en biologie et en physiologie ont été dirigés plus particulièrement sur l'étude de la vie latente des graines, la suspension de leur vie, leur reviviscence et leur faculté germinative. Il a étudié la radioactivité des plantes, a effectué de nombreuses recherches sur la vie des plantes à une température approchant du zéro absolu, et a découvert l'action des basses températures, de la déshydratation et du vide sur la suspension de la vie. 

## Distinctions
- Chevalier de la Légion d'honneur[Quand ?]
- Officier de l'Instruction publique[Quand ?]

## Parcours
- 1898-1903: Études à l'Université de Paris.
- 1903: Licencié ès sciences naturelles.
- 1907: Docteur ès sciences.
- 1907-1914: Assistant de botanique à la Faculté des sciences de Paris, chargé d'enseignement pratique de botanique pour le certificat PCN.
- 1915-1919: Bactériologiste du laboratoire de la 2e, puis de la 3e Armée, chargé des analyses et des prélèvements du secteur.
- 1919: Maître de conférences à la Faculté des sciences de Nancy.
- 1925: Attaché au laboratoire de physique du Muséum national d'histoire naturelle de Paris.
- 1927: Professeur de botanique à la Faculté des sciences de Poitiers.
- 1928: Directeur de la station de biologie végétale de Beau-Site.
- 1944: Attaché au laboratoire de physique appliquée aux sciences naturelles du Muséum d'histoire naturelle de Paris.

## Publications
- L'Homme, fils de la terre et du ciel, préface de Paul Becquerel, 1956.
- Causeries radiodiffusées sur les sciences humaines, avec Paul Rivet et Henri Lévy-Bruhl, Paris, Union rationaliste, 1953.
- L'île aux papillons, 1953.
- Le ciel a-t-il une origine ?, Les Cahiers rationalistes, 1951.
- La fin du monde devant la science, conférence donnée à la Sorbonne le 22 décembre 1949, Les Cahiers rationalistes, 1950.
- Les plantes, 1949.
- La vie dans le ciel, 1946.
- Supplément à la notice sur les travaux scientifiques de Paul Becquerel depuis 1933, 1944.
- Recherches de physiologie végétale dans les hauts vides et aux basses températures, Paris, Masson, 1935.
- Physique végétale et physiologie végétale, Poitiers, 1933.
- La chaire de physique végétale du Muséum national d'histoire naturelle: son passé et son avenir, Poitiers, 1932.
- Notice sur les travaux scientifiques de Paul Becquerel, 1932.
- La genèse de la vie, discours prononcé à la rentrée des Facultés, Poitiers, 1931.
- D'où vient la vie ?, Union rationaliste, Paris, 1931.
- Les plantes, 1931.
- Les plantes, avec 80 gravures, Paris, Hachette, 1928.
- La suspension de la vie des graines dans le vide à la température de l'hélium liquide, 1925.
- La vie terrestre provient-elle d'un autre monde?, Paris, Société astronomique de France, 1924.
- Vie et conscience, l'immortalité ?, étude de vulgarisation scientifique, préface de Paul Becquerel, lauréat de l'Institut, 1921.
- Latent life: its nature and its relations to certain theories of contemporary biology, Washington, 1915[3].
- Recherches sur la vie latente des graines, thèse de doctorat en biologie, Faculté des sciences de Paris, Masson, 1907[4].